# Jardin Yitzhak-Rabin
Jardin Yitzhak-Rabin (tj. Zahrada Jicchaka Rabina) je veřejný park v Paříži. Park byl pojmenován v roce 2000 na počest izraelského politika Jicchaka Rabina zavražděného v roce 1995.

## Poloha
Zahrada se nachází ve 12. obvodu v Rue Joseph-Kessel a je součástí parku Bercy.